# ألكسندرا مولر
ألكسندرا مولر (بالإنجليزية: Alexandra Mueller)‏ مواليد 14 فبراير 1988 في الولايات المتحدة، هي لاعبة كرة مضرب أمريكية تلعب باليد اليمنى وتحتل حالياً المرتبة رقم. 473 (فبراير 9, 2015) في تصنيف رابطة محترفات كرة المضرب. أعلى تصنيف لها في الفردي كان المركز الـ 280 في سنة 2009.

## روابط خارجية
- ألكسندرا مولر على موقع رابطة محترفات التنس (الإنجليزية)
- ألكسندرا مولر على موقع الاتحاد الدولي لكرة المضرب (الإنجليزية)
- ألكسندرا مولر على موقع خلاصة التنس.كوم (الإنجليزية)
- ألكسندرا مولر على موقع إي إس بي إن.كوم (الإنجليزية)